# Giovanni di Naso
Giovanni di Naso (heerlijkheid Milaan, 14e eeuw – Bologna, 3 augustus 1361) was een prelaat in het middeleeuwse Italië. Hij was achtereenvolgens bisschop van Melfi (1348-1349), bisschop van Verona (1349-1350) en bisschop van Bologna (1350-1361). Deze drie bisdommen lagen in drie verschillende vorstendommen.

## Levensloop

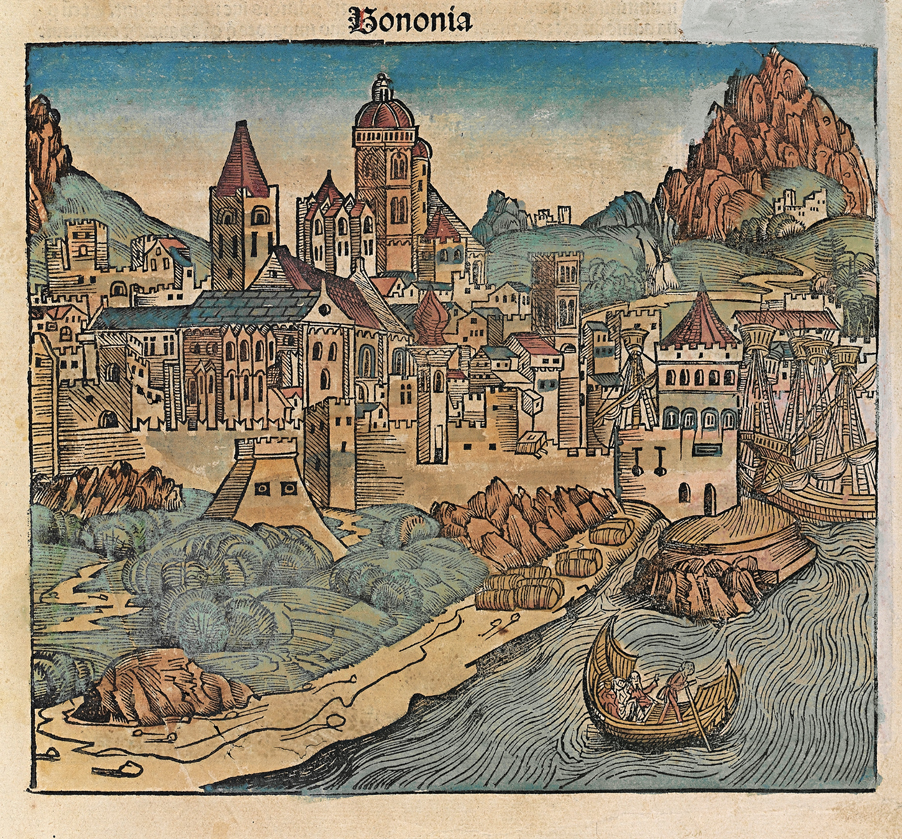
Het middeleeuwse Bologna, Italië

Giovanni di Naso was afkomstig van een adellijke familie in de heerlijkheid Milaan, een uitgestrekt vorstendom in Noord-Italië en semi-autonoom binnen het Heilige Roomse Rijk. Hij trad toe tot de orde der dominicanen of predikheren. Hij was bekend om zijn doctrinaire aanpak in zijn prediking. Zijn eerste bisschopsbenoeming was deze in Melfi in het koninkrijk Napels. 
Kort nadien werd hij bisschop in Verona, een stadstaat in het Heilige Roomse Rijk. Hij decreteerde er de fusie van het mannenklooster der benedictijnen van Santa Maria in Campo Marzio, een verpauperd en gedemoraliseerd klooster, met het vrouwenklooster Santa Chiara in Santa Maria delle Vergini.
Nadien verliet hij Verona om bezit te nemen van de bisschopstroon van Bologna, een stadstaat onder invloed van de paus. In Bologna overleed hij.